# Talcahuano
Talcahuano [talkaˈwano] ist eine Stadt in Chile. Sie hat 148.440 Einwohner (Volkszählung 2017) und liegt in der Agglomeration Concepcións in der Región del Biobío. Die Hafenstadt ist militärisch und industriell geprägt.

## Geschichte
1544 erreichte Kapitän Juan Bautista Pastene als erster Europäer die Gegend um Talcahuano. 1601 entschied sich Gouverneur Alonso de Ribera, einen Hafen auf der Halbinsel Tumbes anzulegen. Die Stadt wurde am 5. November 1764 von 'Antonio de Guill y Gonzaga' offiziell gegründet. Während des chilenischen Unabhängigkeitskrieges verschanzten sich die spanischen Truppen 1818 in Talcahuano, und am in der Stadt gelegenen Hügel „La U“ erklärte Bernardo O’Higgins im selben Jahr Chile als unabhängig von Spanien. 1872 erhielt Talcahuano einen Eisenbahnanschluss, was die Stadt zu einem der wichtigsten chilenischen Häfen machte. Im Jahr 1875 hatte Talcahuano 2495 Einwohner.
Am 20. Februar 1835 und am 22. Mai 1960 wurde Talcahuano von großen Tsunamis zerstört. Beim Erdbeben 1960 wurde die Stadt zu 65 Prozent zerstört.
Am 15. März 2004 wurde Hualpén mit 85.928 Einwohnern (Volkszählung 2002) aus Talcahuano ausgegliedert und zur selbständigen Gemeinde erklärt.
Vom Erdbeben im Februar 2010 und dem darauffolgenden Tsunami war die Stadt besonders stark betroffen. Dabei flutete eine mächtige Welle den Hauptplatz und hinterließ auf den Straßen ein großes Fischerboot. Die Hafenanlagen wurden überflutet, Industriebetriebe und Ölanlagen unter Wasser gesetzt.

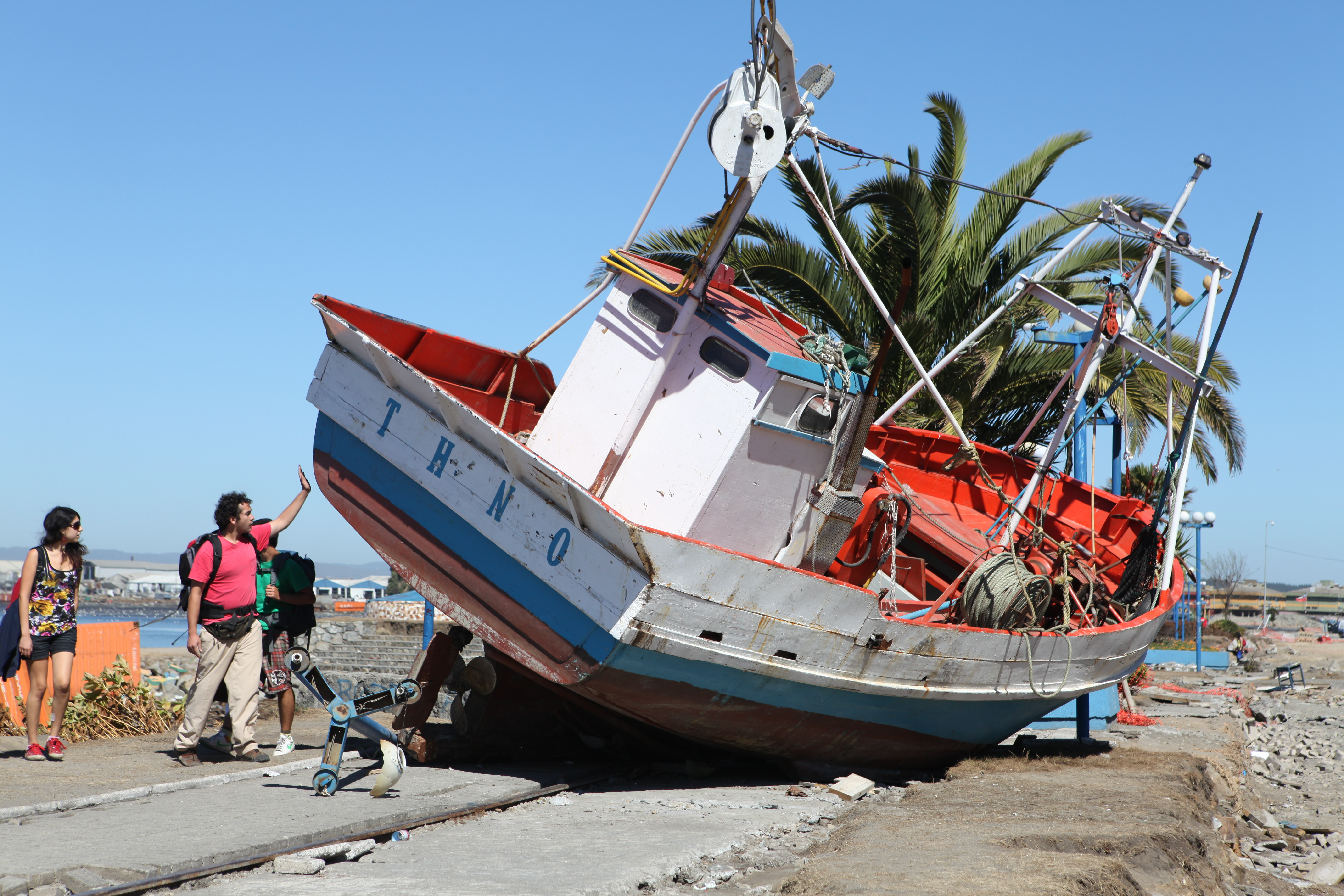
Nach dem Tsunami 2010

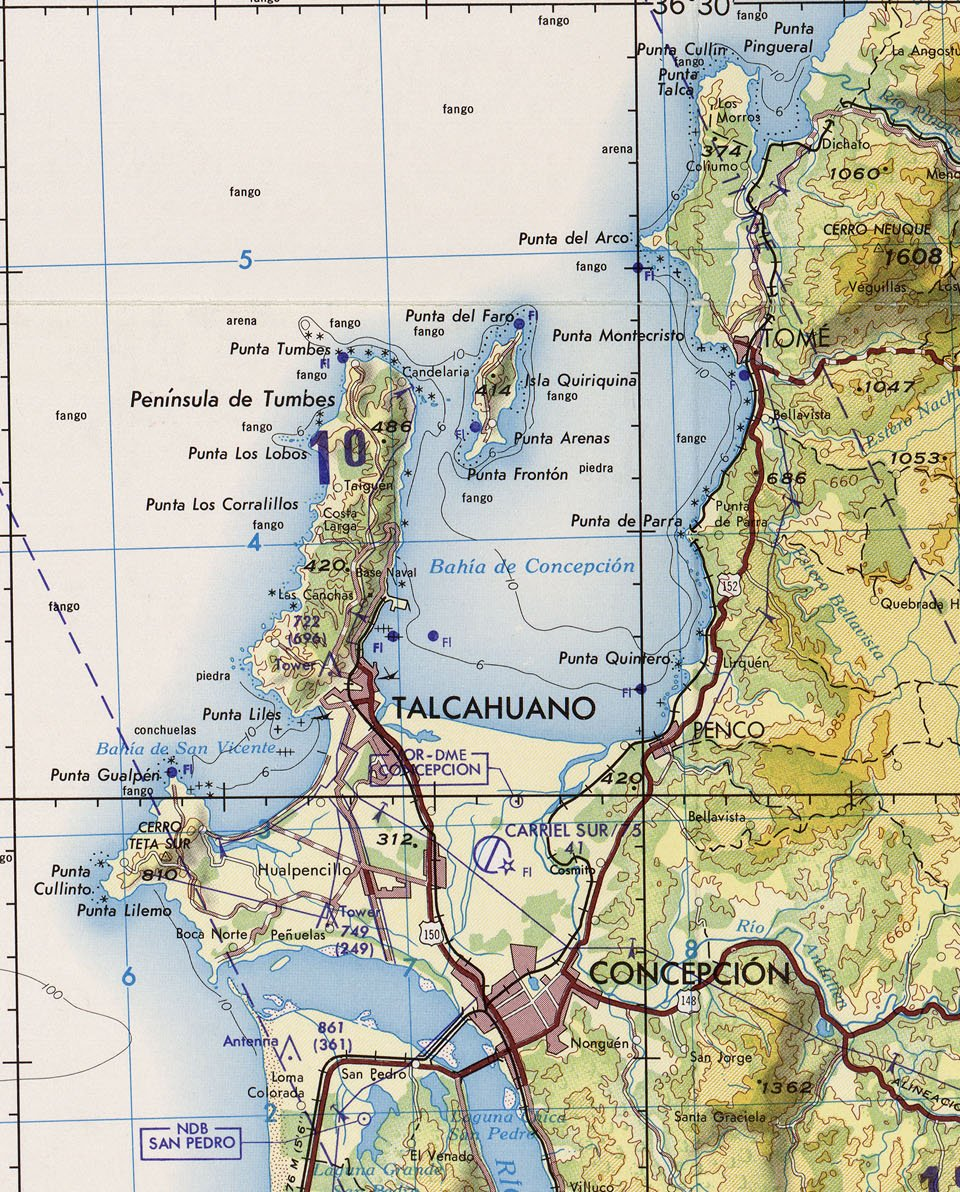
Karte der Umgebung

## Sehenswürdigkeiten
Im Marinestützpunkt liegt die Huáscar, ein bedeutendes Kriegsschiff und Symbol für die Seemacht Chiles. Sie wurde 1879 im Salpeterkrieg gegen Peru erobert.
Der Dampfschlepper Poderoso von 1911 war ein weiteres Museumsschiff. Sie kenterte jedoch infolge des Tsunamis von 2010 im Hafen und wurde seitdem nicht wieder aufgerichtet.
Kulinarische Spezialitäten (Empanadas, Meeresfrüchte) gibt es im Fischerort Tumbes. Bekannt ist auch der Fischmarkt Talcahuanos.
Auf der vier Kilometer mal 500 Meter großen und per Boot in 40 Minuten erreichbaren Isla Quiriquina elf Kilometer nördlich von Talcahuano wurde 1915 die Mannschaft des deutschen Kleinen Kreuzers Dresden interniert, die ihr Schiff nach einer völkerrechtswidrigen Aktion der britischen Marine in der Cumberland-Bucht bei den Juan-Fernández-Inseln verloren hatte. Während der chilenischen Militärdiktatur ab 1973 nutzte die Armee die Insel als Internierungs- und Folterlager. Massengräber der Insassen auf der Insel werden vermutet.
Das Museum und der Park Pedro del Río Zañartu in Hualpén, die Ranch ist ein nationales chilenisches Monument.
Playa Rocoto ist ein beliebtes Camping- und Meeresangel-Gebiet; Playa Ramuntcho ist ein langer Badestrand.

## Wirtschaft
Talcahuano ist ein wichtiger Verladehafen für chilenischen Weizen. Im Hafen gibt es einen petrochemischen Terminal und einen Fischereibereich. Ein Eisenbahnanschluss dient als wichtige Versorgungsroute für die Region IX (Región de la Araucanía).
Der Hafen von Talcahuano wie auch die Nachbarhäfen San Vicente und Lirquen wurden bei dem Erdbeben vom 27. Februar 2010 durch eine Flutwelle (Tsunami) schwer beschädigt.
Die Anlagen des 1950 gebauten Stahlwerks von Huachipato (span.: Siderúrgica Huachipato) waren bis zu dessen Stilllegung im September 2024 der größte Betrieb der Stadt und zudem ein wichtiges Standbein des Hafens. Zeitweise produzierte die Siderúrgica Huachipato jährlich rund 800.000 Tonnen Stahl. Seit 2019 arbeitete sie nicht mehr kostendeckend, da die eigene Produktion gegen die subventionierten Stahlimporte aus China nicht mehr konkurrenzfähig war. Durch die Stilllegung gingen im Werk selbst 2700 Arbeitsplätze verloren und in Talcahuano und in dessen Umland rund weitere 20.000 Arbeitsplätze.
Talcahuano ist zusätzlich ein wichtiger Marinestützpunkt der chilenischen U-Boot-Flotte. Die Stadt verfügt über einen eigenen Flughafen, den Carriel Sur Airport neun Kilometer östlich der Stadt.
In Talcahuano befindet sich mit ASMAR (Astilleros y Maestranzas de la Armada) eine Werft der chilenischen Marine.

## Städtepartnerschaften
- Bahía Blanca, Argentinien

## Persönlichkeiten
- José Avendaño (1912–1968), Fußballspieler
- Humberto Roa (1912–1986), Fußballspieler
- Mario Yubini (* 1954), Fußballspieler
- Óscar Herrera (1959–2015), Fußballspieler
- Lexter Lacroix (* 1962), Fußballspieler
- Bernardo Andrés Álvarez Tapia (* 1980), römisch-katholischer Geistlicher, Weihbischof in Concepción
- Daniel Pineda (* 1985), Weitspringer
- Cristián Oviedo (* 1980), Fußballspieler
- Mario Salgado (* 1981), Fußballspieler und -trainer
- Alexis Delgado (* 1987), Fußballspieler
- Ronald de la Fuente (* 1991), Fußballspieler
- Juan Carlos Espinoza (* 1991), Fußballspieler
- Lorenzo Reyes (* 1991), Fußballspieler
- Andrés Vilches (* 1992), Fußballspieler
- Joaquín Aros (* 1996), Fußballspieler
- Christell (* 1998), Sängerin
- Javier Altamirano (* 1999), Fußballspieler